# Maiao
Maiao is een eiland in de Stille Oceaan en maakt deel uit van de Bovenwindse Eilanden (Frans-Polynesië). Maiao ligt 78 kilometer ten zuidwesten van Moorea. Het hoogste punt van het eiland is 154 meter.

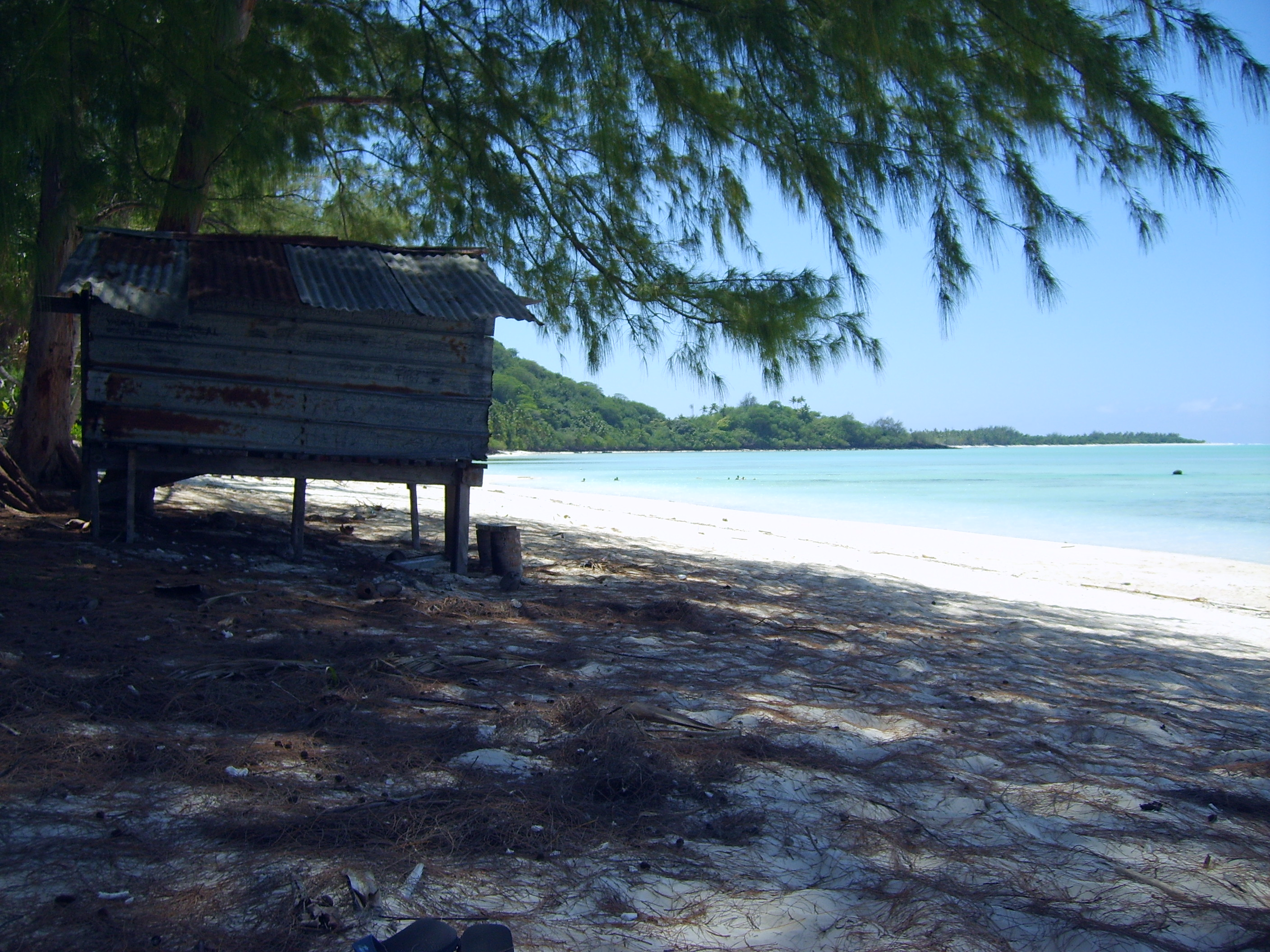
Strand
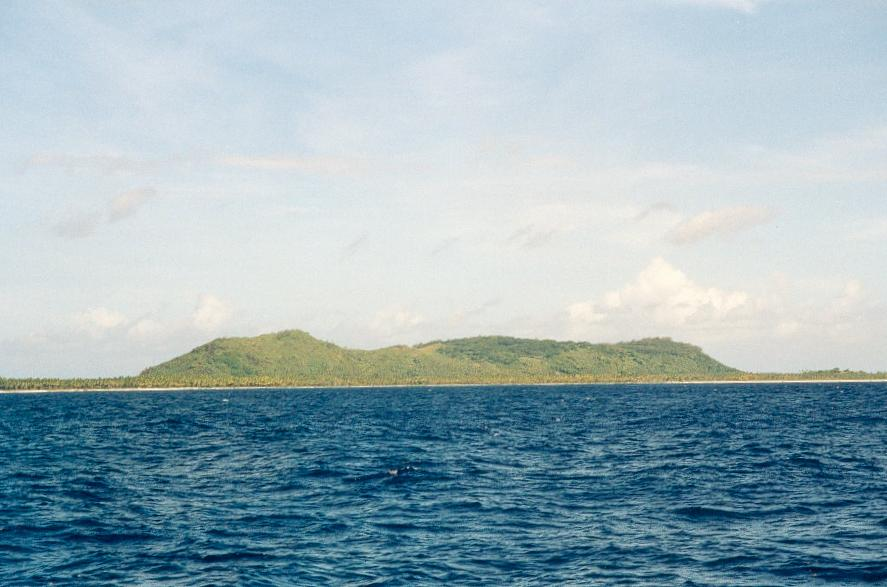
Maiao

Bovenwindse Eilanden:
Maiao ·
Mehetia ·
Moorea ·
Tahiti ·
Tetiaroa
Benedenwindse Eilanden:
Bora Bora ·
Huahine ·
Manuae ·
Maupihaa ·
Maupiti ·
Motu One ·
Raiatea ·
Tahaa ·
Tupai